# Herbert Asmodi

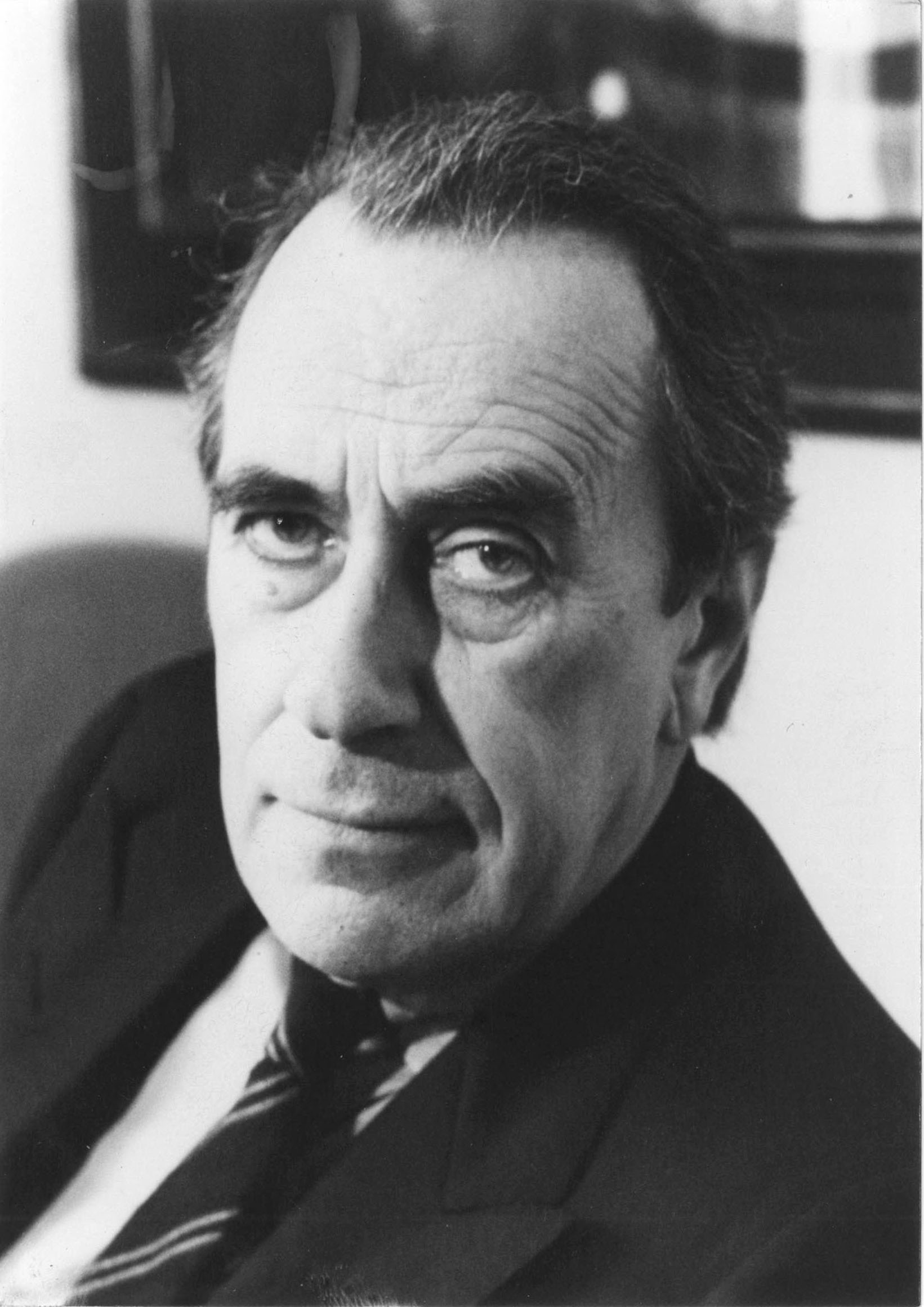
Herbert Asmodi

Herbert Asmodi (* 30. März 1923 in Heilbronn als Herbert Kaiser; † 3. März 2007 in München) war ein deutscher Schriftsteller, Dramatiker und Drehbuchautor.

## Leben
Herbert Asmodi wurde als Herbert Kaiser in der Stadt Heilbronn geboren. Die Mutter Anna Kaiser, geb. Liehm, kam aus Wien, der Vater Christian Ernst Kaiser aus Schwenningen. Herbert Asmodi besuchte in Heilbronn das Karls-Gymnasium und anschließend die Wilhelms-Real-Oberschule in Stuttgart, an der er 1942 das Notabitur ablegte. Im Zweiten Weltkrieg war er von 1942 bis 1945 als Soldat im Kriegseinsatz und kam danach in amerikanische Kriegsgefangenschaft. Nach seiner Entlassung studierte er ab 1946 Germanistik, Kunstgeschichte und Philosophie an der Ruprecht-Karls-Universität Heidelberg. Ab 1952 lebte er in München. Er arbeitete als freier Schriftsteller und Theaterkritiker für den Münchner Merkur. Herbert Asmodi schrieb zunächst Bühnenwerke, später auch Drehbücher, Gedichte und Geschichten. Bereits für sein erstes Theaterstück Jenseits vom Paradies (1954) erhielt er den Gerhart-Hauptmann-Preis der Freien Volksbühne Berlin.
In den 1970er Jahren wurde Herbert Asmodi durch seine Literaturverfilmungen bekannt, speziell durch die Bearbeitungen von englischen Autoren wie Wilkie Collins. So schrieb er unter anderem die Drehbücher zu Collins Romanverfilmungen, die vom WDR ausgestrahlt wurden. Die Frau in Weiß hatte 1971 rund 25 Millionen Zuschauer. Bei diesen Verfilmungen führte Wilhelm Semmelroth die Regie und Hans Jönsson komponierte die Musik.
Ab Mitte der 1970er Jahre wandte sich Herbert Asmodi der Lyrik zu und veröffentlichte zwei Gedichtbände. In den 1980er Jahren schrieb er Romane und Erzählungen.
Herbert Asmodi war von 1956 bis 1978 mit seiner ersten Frau Helga Kaiser, geborene Wittmeyer (1931–1978), verheiratet. Aus dieser Ehe hat er eine Tochter, Katja (* 1963). Seit 2001 war er mit seiner zweiten Frau Margarete Freifrau von Hallberg zu Broich (1936–2021) verheiratet.

## Werke

### Theater
Herbert Asmodis frühe Stücke werden dem absurden Theater zugerechnet. Seine bekanntesten Dramen sind Jenseits vom Paradies (1953), Pardon wird nicht gegeben (1958), Nachsaison (1959), Die Menschenfresser (1962), Mohrenwäsche (1964) und Stirb und Werde (1966), Die wahre Geschichte vom wilden Leben und Sterben der Marie von Brinvilliers – Liebende, Giftmischerin und Marquise (1970), Geld (1973), Die Geschichte von dem kleinen blauen Bergsee und dem Adler (1996, zusammen mit Wilfried Hiller).

### Gedichte
- 1975: „Jokers Gala“
- 1976: „Jokers Farewell“

### Romane
- Die Dame aus den Tuilerien oder die Tollheit der Liebe. Matthes und Seitz, Berlin 2004, ISBN 3-88221-846-0
- Adieu les belles choses – letzte Nachrichten aus Nostalgia. Eine Erinnerung. Matthes und Seitz, Berlin 2006, ISBN 3-88221-867-3

### Erzählungen
- 1987: Das Lächeln der Harpyien

### Drehbücher
- 1962: Nachsaison
- 1966: Der junge Törless (zusammen mit Volker Schlöndorff) – (nach Die Verwirrungen des Zöglings Törleß von Robert Musil)
- 1967–1968: Die Reisegesellschaft – (nach Boule de suif von Guy de Maupassant)
- 1967: Lord Arthur Saviles Verbrechen – (nach Lord Arthur Saviles Verbrechen von Oscar Wilde)
- 1968: Der Monat der fallenden Blätter – (nach einem Roman von Bruce Marshall)
- 1969: Die Geschichte der 1002. Nacht – (nach Die Geschichte von der 1002. Nacht von Joseph Roth)
- 1969: Palace-Hotel – (frei nach einer Kurzgeschichte von André Maurois)
- 1970: Wer ist der nächste?
- 1970: Eine unwürdige Existenz
- 1970: Die Marquise von B.
- 1971: Der Schlafwagenkontrolleur – (nach Der Schlafwagen-Kontrolleur von Alexandre Bisson)
- 1971: Nasrin oder die Kunst zu träumen
- 1971: Die Frau in Weiß – (nach Die Frau in Weiß von Wilkie Collins)
- 1973: Der rote Schal – (nach einem Roman von Wilkie Collins)
- 1973: Der Monddiamant – (nach Der Monddiamant von Wilkie Collins)
- 1973: Du Land der Liebe
- 1975: Der Strick um den Hals – (nach einem Roman von Émile Gaboriau)
- 1975: Frag nach bei Casanova
- 1976: Die Affäre Lerouge – (nach einem Roman von Émile Gaboriau)
- 1977: Die Standarte – (nach einem Roman von Alexander Lernet-Holenia)
- 1977: Onkel Silas – (nach einem Roman von Sheridan Le Fanu)
- 1977: Der Abgeordnete von Bombignac – (nach einer Komödie von Alexandre Bisson)
- 1978: Lady Audleys Geheimnis – (nach einem Roman von Mary Elizabeth Braddon)
- 1978: Der eiserne Gustav – (nach einem Roman von Hans Fallada)
- 1979: Gefangen in Frankreich – (nach Kriegsgefangen von Theodor Fontane)
- 1979: Treu’ und Redlichkeit – Geschichten aus der guten alten Zeit
- 1980: Lucilla – (nach einem Roman von Wilkie Collins)
- 1981: Beate und Mareile – (nach Beate und Mareile von Eduard von Keyserling)
- 1983: Montagsgeschichten
- 1983: Es gibt noch Haselnußsträucher – (nach einem Roman von Georges Simenon)
- 1983: Konsul Möllers Erben – (nach einem Roman von Adolph Wittmaack)
- 1983: Die ewigen Gefühle – (nach einem Roman von Bernard von Brentano)
- 1984: August der Starke
- 1984: Vor dem Sturm – (nach Vor dem Sturm von Theodor Fontane)
- 1985: Die Unbekannten im eigenen Haus – (nach einem Roman von Georges Simenon)
- 1985: Das Totenreich – (nach einem Roman von Henrik Pontoppidan)

### Hörspiele
- 1963: Die Harakiri-Serie – Regie: Hans-Dieter Schwarze (Kriminalhörspiel – BR/HR)
- 1998: Letzte Rose – Regie: Hans Rosenhauer (MDR)

### Sonstiges
- In der Verfilmung von Der junge Törleß (1965–66) trat er auch als Schauspieler auf.
- Asmodi schrieb auch Kinderbücher, so „Räuber und Gendarm“ (1973) und „Die kleine Anna und der wilde Friederich“ (1988).
- Ferner übersetzte er das Kinderbuch der Reihe «Geschichten für Kinder unter drei Jahren» Geschichte Nummer 1 von Eugène Ionesco, Gertraud Middelhauve Verlag, Köln 1969, ISBN 3-7876-9170-7
- Für die erste Synchronfassung des Filmes Der Exorzist schrieb er die deutschen Dialoge.

## Ehrungen
- Gerhart-Hauptmann-Preis (1954)
- Tukan-Preis (1971)
- Mitglied des P.E.N.-Zentrums Deutschland
- Bayerischer Verdienstorden (1979)
- Bundesverdienstkreuz am Bande (10. Januar 1984)[1]